# Araneus concepcion
Araneus concepcion là một loài nhện trong họ Araneidae.
Loài này thuộc chi Araneus. Araneus concepcion được Herbert Walter Levi miêu tả năm 1991.